# Or de vie
Or de vie (internationaler Titel A Golden Life) ist ein Dokumentarfilm von Boubacar Sangaré, der seine Weltpremiere am 18. Februar 2023 in der Sektion „Forum“ der Berlinale feierte.

## Inhalt
In einer Goldmine im Süden von Burkina Faso arbeitet der 16-jährige Rasmané mit Gleichaltrigen von morgens bis abends im Stollen. Ohne Schutzkleidung und unter prekärsten Bedingungen schuften sie bis zur Erschöpfung. Wie alle in seinem Alter ist Rasmané, der von allen nur Bolo genannt wird, verspielt und verträumt. Irgendwie bahnt er sich seinen Weg durch die wilde, erwachsene Welt in der Hoffnung, sich eines Tages emanzipieren zu können und sich mit etwas Gold eine Zukunft aufzubauen.
Doch die langen Tage der Arbeit zahlen sich nicht aus. Rasmanés Zukunft verkommt mehr und mehr zu einer Verheißung und schließlich verliert er seine kindliche Unschuld. Als er schließlich etwas Golderz erhält, transportiert er es zum „yaar“, der „Stadt“ am Rande der Minen. Dort trifft er auf Missa und Dramane, 12 und 13 Jahre alt, die das Erz der Arbeiter mit ihren Karts transportieren. Sie begleiten Rasmané bei den verschiedenen Verarbeitungsschritten des Erzes, bis zu dem lang ersehnten Moment, als das Gold endlich zu Geld gemacht werden kann.

## Produktion
Regisseur Boubacar Sangaré stammt aus Burkina Faso und arbeitete mit 13 Jahren selbst in einer Goldmine. Nun kehrte er dorthin zurück, um die Geschichte der goldschürfenden Kinder zu erzählen. Der Film zeigt das Porträt einer ganzen Generation der Burkiner Jugend, die plötzlich erwachsen werden mussten. Sangaré wollte dabei weniger noch einen Film über „die armen afrikanischen Kinder“ machen, sondern zeigen, wie die Jugendlichen durch die dortigen äußerlichen Umstände geprägt und geformt werden.
Das Graben nach Gold hat in Burkina Faso eine lange Tradition, jedoch hat es in den letzten Jahren eine enorme Dimension angenommen. Eine von 18 Personen lebt in Burkina Faso vom händischen Goldgraben. 2017 listete die Nationalversammlung 1.000 Goldclaims und schätzte, dass dort 300.000 Kinder arbeiten. Ganze Familien würden dort leben, andere seien einsame „Abenteurer“ in allen Altersgruppen.

## Auszeichnungen
Der Film konkurriert im Rahmen der Berlinale um den vom Bundesverband kommunale Filmarbeit und filmdienst.de gestifteten Caligari-Filmpreis, der mit 4.000 Euro dotiert ist. Zudem erhielt er eine Nominierung für den Amnesty International Filmpreis.